# Фьодор Гагарин
Вижте пояснителната страница за други личности с името Гагарин.
Фьодор Фьодорович Гагарин (на руски: Фёдор Фёдорович Гагарин) е руски княз, генерал-майор.

## Биография
Фьодор Гагарин е роден през 1786 г. в Санкт Петербург в семейството на генерал-майор княз Фьодор Сергеевич Гагарин. По семейна традиция се посвещава на военното поприще и постъпва на служба в Руската императорска армия. Служи като портупей-прапоршчик в Лейбгвардейския семьоновски полк (1804).
Участва във войната на третата и четвъртата антинаполеоновски коалиции срещу Франция (1805 – 1807). Корнет в Кавалергардския полк. За битката при Аустерлиц (1805) е произведен в първо офицерско звание прапоршчик (1805). В състава на лейбгвардейския Кирасирски полк се бие храбро в битките при Прейсиш-Ейлау, Хайлсберг и Фридланд (1807).
В Руско-персийската война от 1804 – 1813 г. се проявява при щурма на Ереван (1808).
Участва в Руско-турската война (1806 – 1812). Отличава се в състава на отряда на генерал-майор Михаил Воронцов при превземането на Ловеч. Награден е със златно оръжие „За храброст“.
В отразяването на нападението на Наполеон Бонапарт срещу Русия е адютант на генерала от пехотата Пьотър Багратион, а по-късно е преведен в Павлоградския хусарски полк (1812).
Участва във войната на шестата антинаполеоновска коалиция срещу Франция (1813 – 1814). Проявява се в битките при Дрезден, Кулм и Девентер (1813). Награден е с орден „Свети Георги“ IV степен. Назначен е за командир на 1-ви Башкирски полк. За кратко попада в плен при щурма на Реймс (1814).
След войната е командир на Тирасполския конно-егерски полк (1815), Оренбургския улански полк (1817), Гродненския хусарски полк (1819) и Клястицкия полк (1824).
На 13 януари 1825 г. е арестуван по подозрение за принадлежност към тайното декабристко „Военно общество“, много от членовете на което се включват в Декабристкото въстание (1825) След една година е освободен.
Повишен е във военно звание генерал-майор от 6 декември 1827 г. Участва в потушаването на Полското въстание (1830 – 1831). Командир на 1-ва бригада от 2-ра егерска дивизия (1833). Има репутация на храбър кавалерист и чудак, който се държи приятелски с подчинените му офицери. Умира на 6 септември 1863 г. в Москва.